# Tweede divisie 1964/65
Het seizoen 1964/65 was het negende seizoen in het bestaan van de Nederlandse Tweede divisie. De voetbalcompetitie, georganiseerd door de Koninklijke Nederlandse Voetbalbond (KNVB), was het derde en laagste niveau binnen het Nederlandse betaald voetbal. De Tweede divisie bestond ook dit seizoen uit twee afdelingen. Omdat er geen club uit de amateurs wilde promoveren en Be Quick na afloop van het vorige seizoen vrijwillig was teruggekeerd naar de amateurs, waren er in totaal nog maar 31 clubs in de Tweede divisie.
Nieuw waren Fortuna Vlaardingen en BVV die gedegradeerd waren uit de Eerste divisie en de plaats innamen van de gepromoveerde kampioenen van het vorig seizoen, Alkmaar '54 en N.E.C.. KFC uit Koog aan de Zaan ging dit seizoen verder als FC Zaanstreek.

## Tweede divisie A

### Deelnemende teams
| Club          | Plaats           | Accommodatie           | Capaciteit | Trainer                       |
| ------------- | ---------------- | ---------------------- | ---------- | ----------------------------- |
| AGOVV         | Apeldoorn        | Berg & Bos             | 20.000     | Franz Rybicki                 |
| SC Cambuur    | Leeuwarden       | Cambuurstadion         | 16.000     | Jan Bens                      |
| EDO           | Haarlem          | Noordersportpark       | 10.000     | Wim Blokland                  |
| De Graafschap | Doetinchem       | De Vijverberg          | 12.000     | Evert Teunissen               |
| Haarlem       | Haarlem          | Jan Gijzenkade         | 13.000     | Ruud van Wilsum               |
| Heerenveen    | Heerenveen       | Gemeentelijk Sportpark | 12.000     | Evert Mur                     |
| Hilversum     | Hilversum        | Gemeentelijk Sportpark | 16.000     | Wim Vaal                      |
| PEC           | Zwolle           | De Vrolijkheid         | 10.000     | Cor Sluyk                     |
| RCH           | Heemstede        | Sportparklaan          | 18.000     | Meg de Jongh                  |
| Tubantia      | Hengelo          | Veldwijk               | 30.000     | Ben Tap                       |
| Vitesse       | Arnhem           | Nieuw-Monnikenhuize    | 18.000     | Joseph Gruber                 |
| Wageningen    | Wageningen       | Wageningse Berg        | 16.000     | Bas Paauwe sr.                |
| FC Zaanstreek | Koog aan de Zaan | Breestraat             | 10.000     | Piet de Wolf Toon Bruins Slot |
| ZFC           | Zaandam          | Westzanerdijk          | 10.000     | Dick Maurer                   |
| Zwartemeer    | Klazienaveen     | Mr. Ovingstraat        | 8.000      | Piet Dubbelman                |
| Zwolsche Boys | Zwolle           | Gemeentelijk Sportpark | 15.000     | Ko Stijger                    |

### Eindstand
| pos | club          | gs | w  | g  | v  | pnt | dv | dt | ds  |
| --- | ------------- | -- | -- | -- | -- | --- | -- | -- | --- |
| 1.  | SC Cambuur    | 30 | 18 | 8  | 4  | 44  | 63 | 29 | 34  |
| 2.  | AGOVV         | 30 | 16 | 7  | 7  | 39  | 56 | 41 | 15  |
| 3.  | Wageningen    | 30 | 16 | 5  | 9  | 37  | 60 | 47 | 13  |
| 4.  | Vitesse       | 30 | 13 | 10 | 7  | 36  | 48 | 39 | 9   |
| 5.  | Tubantia      | 30 | 14 | 8  | 8  | 36  | 53 | 50 | 3   |
| 6.  | FC Zaanstreek | 30 | 13 | 9  | 8  | 35  | 48 | 33 | 15  |
| 7.  | Zwartemeer    | 30 | 12 | 10 | 8  | 34  | 46 | 33 | 13  |
| 8.  | RCH           | 30 | 11 | 8  | 11 | 30  | 46 | 46 | 0   |
| 9.  | Heerenveen    | 30 | 10 | 10 | 10 | 30  | 35 | 39 | -4  |
| 10. | Haarlem       | 30 | 10 | 7  | 13 | 27  | 43 | 44 | -1  |
| 11. | De Graafschap | 30 | 11 | 3  | 16 | 25  | 50 | 54 | -4  |
| 12. | ZFC           | 30 | 8  | 9  | 13 | 25  | 28 | 34 | -6  |
| 13. | EDO           | 30 | 8  | 9  | 13 | 25  | 39 | 52 | -13 |
| 14. | Hilversum     | 30 | 9  | 5  | 16 | 23  | 32 | 48 | -16 |
| 15. | PEC           | 30 | 7  | 6  | 17 | 20  | 39 | 69 | -30 |
| 16. | Zwolsche Boys | 30 | 3  | 8  | 19 | 14  | 35 | 63 | -28 |

### Legenda
| Kleur | Kwalificatie voor                                 |
| ----- | ------------------------------------------------- |
|       | Nacompetitie voor promotie naar de Eerste divisie |
|       | Nacompetitie tegen degradatie naar de Amateurs    |

### Uitslagen
|               | AGO   | CAM   | EDO   | GRA   | HAA   | HEE   | HIL   | PEC   | RCH   | TUB   | VIT   | WAG   | ZAA   | ZFC   | ZWA   | ZBO   |
| ------------- | ----- | ----- | ----- | ----- | ----- | ----- | ----- | ----- | ----- | ----- | ----- | ----- | ----- | ----- | ----- | ----- |
| AGOVV         |       | 0 – 0 | 6 – 2 | 4 – 2 | 2 – 1 | 1 – 3 | 0 – 1 | 5 – 2 | 3 – 1 | 3 – 3 | 1 – 0 | 1 – 2 | 1 – 0 | 3 – 1 | 2 – 1 | 2 – 0 |
| SC Cambuur    | 4 – 2 |       | 4 – 0 | 1 – 0 | 2 – 1 | 4 – 1 | 0 – 0 | 3 – 1 | 2 – 2 | 3 – 0 | 6 – 0 | 2 – 1 | 1 – 1 | 1 – 0 | 0 – 0 | 2 – 3 |
| EDO           | 2 – 3 | 4 – 2 |       | 2 – 1 | 0 – 0 | 1 – 1 | 2 – 1 | 1 – 1 | 1 – 1 | 0 – 1 | 1 – 0 | 3 – 0 | 1 – 3 | 2 – 2 | 4 – 0 | 4 – 1 |
| De Graafschap | 0 – 1 | 1 – 5 | 2 – 2 |       | 1 – 3 | 1 – 1 | 1 – 3 | 4 – 3 | 4 – 2 | 0 – 1 | 3 – 1 | 4 – 1 | 1 – 3 | 2 – 1 | 0 – 0 | 5 – 2 |
| Haarlem       | 3 – 0 | 1 – 2 | 1 – 1 | 5 – 0 |       | 2 – 2 | 1 – 2 | 3 – 0 | 1 – 0 | 1 – 3 | 0 – 1 | 2 – 0 | 1 – 1 | 1 – 0 | 0 – 1 | 1 – 0 |
| Heerenveen    | 1 – 0 | 0 – 4 | 4 – 0 | 1 – 0 | 2 – 1 |       | 0 – 1 | 1 – 2 | 0 – 0 | 0 – 0 | 2 – 1 | 4 – 0 | 1 – 1 | 0 – 1 | 2 – 1 | 2 – 0 |
| Hilversum     | 1 – 4 | 4 – 0 | 0 – 0 | 0 – 3 | 5 – 1 | 1 – 0 |       | 2 – 0 | 0 – 3 | 0 – 1 | 1 – 0 | 2 – 6 | 0 – 1 | 0 – 1 | 0 – 5 | 2 – 2 |
| PEC           | 0 – 1 | 0 – 4 | 2 – 0 | 1 – 5 | 2 – 3 | 1 – 0 | 2 – 2 |       | 0 – 0 | 4 – 1 | 2 – 2 | 3 – 4 | 2 – 2 | 1 – 0 | 0 – 2 | 1 – 1 |
| RCH           | 3 – 0 | 1 – 2 | 0 – 1 | 0 – 3 | 3 – 3 | 1 – 1 | 3 – 1 | 2 – 1 |       | 0 – 4 | 0 – 2 | 2 – 3 | 1 – 3 | 1 – 0 | 1 – 0 | 3 – 0 |
| Tubantia      | 2 – 4 | 2 – 2 | 3 – 1 | 1 – 0 | 1 – 6 | 1 – 1 | 3 – 0 | 3 – 0 | 2 – 3 |       | 1 – 1 | 3 – 0 | 3 – 2 | 1 – 1 | 2 – 2 | 2 – 0 |
| Vitesse       | 2 – 2 | 0 – 0 | 2 – 0 | 2 – 0 | 0 – 0 | 4 – 1 | 2 – 1 | 4 – 3 | 3 – 3 | 4 – 1 |       | 2 – 0 | 3 – 1 | 0 – 0 | 2 – 2 | 1 – 1 |
| Wageningen    | 1 – 1 | 1 – 2 | 4 – 2 | 3 – 2 | 5 – 0 | 3 – 0 | 1 – 0 | 1 – 2 | 2 – 2 | 6 – 1 | 3 – 1 |       | 1 – 1 | 1 – 0 | 1 – 1 | 2 – 1 |
| FC Zaanstreek | 0 – 1 | 0 – 0 | 2 – 0 | 2 – 1 | 3 – 0 | 4 – 0 | 1 – 0 | 6 – 0 | 2 – 1 | 0 – 3 | 1 – 2 | 0 – 3 |       | 2 – 0 | 2 – 1 | 2 – 3 |
| ZFC           | 1 – 1 | 1 – 3 | 2 – 1 | 0 – 1 | 3 – 0 | 1 – 1 | 0 – 0 | 1 – 0 | 0 – 3 | 0 – 0 | 1 – 2 | 0 – 0 | 1 – 1 |       | 4 – 0 | 3 – 2 |
| Zwartemeer    | 1 – 1 | 1 – 0 | 2 – 0 | 3 – 1 | 1 – 0 | 2 – 2 | 2 – 1 | 5 – 0 | 1 – 2 | 4 – 1 | 0 – 0 | 2 – 3 | 0 – 0 | 2 – 0 |       | 1 – 1 |
| Zwolsche Boys | 1 – 1 | 1 – 2 | 1 – 1 | 0 – 2 | 1 – 1 | 0 – 1 | 3 – 1 | 1 – 3 | 1 – 2 | 2 – 3 | 2 – 4 | 1 – 2 | 1 – 1 | 2 – 3 | 1 – 3 |       |

### Topscorers
| #   | Naam             | Club          | Goal |
| --- | ---------------- | ------------- | ---- |
| 1.  | Epi Drost        | Wageningen    | 19   |
| 1.  | Johan Wieringa   | SC Cambuur    | 19   |
| 3.  | Dirk Roelfsema   | SC Cambuur    | 17   |
| 3.  | Tonny Roosken    | Zwartemeer    | 17   |
| 5.  | Bertus Strating  | Tubantia      | 16   |
| 6.  | Henny Hendriksen | Zwolsche Boys | 15   |
| 6.  | Tibor Lőrincz    | AGOVV         | 15   |
| 6.  | Arie de Oude     | Haarlem       | 15   |
| 9.  | Ulrich Maslo     | RCH           | 14   |
| 10. | Wim Bleijenberg  | AGOVV         | 13   |
| 10. | Jan Roes         | De Graafschap | 13   |

## Tweede divisie B

### Deelnemende teams
| Club                | Plaats           | Accommodatie           | Capaciteit | Trainer          |
| ------------------- | ---------------- | ---------------------- | ---------- | ---------------- |
| Baronie             | Breda            | De Blauwe Kei          | 12.000     | Jan Blom         |
| BVV                 | 's-Hertogenbosch | De Vliert              | 30.000     | Piet Schuijt     |
| D.F.C.              | Dordrecht        | Krommedijk             | 12.000     | Piet de Visser   |
| Fortuna Vlaardingen | Vlaardingen      | Floreslaan             | 12.000     | Maarten Vink     |
| 't Gooi             | Hilversum        | Gemeentelijk Sportpark | 16.000     | Piet Kluit       |
| Helmondia '55       | Helmond          | De Braak               | 12.000     | Joep Brandes     |
| Hermes DVS          | Schiedam         | Harga                  | 16.000     | Hugo van de Moer |
| HVC                 | Amersfoort       | Birkhoven              | 10.000     | Hans Croon       |
| Limburgia           | Brunssum         | Venweg                 | 15.500     | Jean Janssen     |
| LONGA               | Tilburg          | Aan de spoorbrug       | 15.000     | Arend Koolen     |
| NOAD                | Tilburg          | Gemeentelijk Sportpark | 20.000     | Kees van Dijke   |
| Roda JC             | Kerkrade         | Kaalheide              | 20.000     | Michel Pfeiffer  |
| SVV                 | Schiedam         | Harga                  | 16.000     | Rinus Gosens     |
| Wilhelmina          | 's-Hertogenbosch | De Wolfsdonken         | 6.000      | Louis Frans      |
| Xerxes              | Rotterdam        | Het Kasteel            | 30.000     | Bob Janse        |

### Eindstand
| pos | club                | gs | w  | g  | v  | pnt | dv | dt | ds  |
| --- | ------------------- | -- | -- | -- | -- | --- | -- | -- | --- |
| 1.  | D.F.C.              | 28 | 20 | 5  | 3  | 45  | 71 | 25 | 46  |
| 2.  | Helmondia '55       | 28 | 18 | 5  | 5  | 41  | 61 | 44 | 17  |
| 3.  | Xerxes              | 28 | 17 | 6  | 5  | 40  | 60 | 31 | 29  |
| 4.  | Roda JC             | 28 | 14 | 8  | 6  | 36  | 62 | 37 | 25  |
| 5.  | SVV                 | 28 | 15 | 5  | 8  | 35  | 51 | 43 | 8   |
| 6.  | Baronie             | 28 | 10 | 10 | 8  | 30  | 49 | 41 | 8   |
| 7.  | BVV                 | 28 | 12 | 6  | 10 | 30  | 33 | 37 | -4  |
| 8.  | Limburgia           | 28 | 12 | 5  | 11 | 29  | 46 | 48 | -2  |
| 9.  | Fortuna Vlaardingen | 28 | 10 | 6  | 12 | 26  | 48 | 52 | -4  |
| 10. | Hermes DVS          | 28 | 9  | 5  | 14 | 23  | 41 | 46 | -5  |
| 11. | NOAD                | 28 | 8  | 6  | 14 | 22  | 36 | 51 | -15 |
| 12. | Wilhelmina          | 28 | 9  | 3  | 16 | 21  | 56 | 68 | -12 |
| 13. | HVC                 | 28 | 6  | 4  | 18 | 16  | 38 | 59 | -21 |
| 14. | 't Gooi             | 28 | 4  | 5  | 19 | 13  | 26 | 51 | -25 |
| 15. | LONGA               | 28 | 3  | 7  | 18 | 13  | 34 | 79 | -45 |

### Legenda
| Kleur | Kwalificatie voor                                 |
| ----- | ------------------------------------------------- |
|       | Nacompetitie voor promotie naar de Eerste divisie |
|       | Nacompetitie tegen degradatie naar de Amateurs    |

### Uitslagen
|                     | BAR   | BVV   | DFC   | FVL   | TGO   | H55   | DVS   | HVC   | LIM   | LON   | NOA   | RJC   | SVV   | WLM   | XER   |
| ------------------- | ----- | ----- | ----- | ----- | ----- | ----- | ----- | ----- | ----- | ----- | ----- | ----- | ----- | ----- | ----- |
| Baronie             |       | 2 – 0 | 3 – 6 | 2 – 0 | 3 – 0 | 0 – 0 | 2 – 4 | 3 – 1 | 2 – 1 | 0 – 1 | 1 – 1 | 3 – 2 | 4 – 0 | 3 – 3 | 4 – 1 |
| BVV                 | 2 – 1 |       | 3 – 3 | 1 – 1 | 2 – 1 | 3 – 0 | 2 – 1 | 2 – 1 | 2 – 2 | 3 – 0 | 1 – 0 | 0 – 0 | 2 – 1 | 0 – 1 | 0 – 4 |
| D.F.C.              | 0 – 0 | 3 – 0 |       | 7 – 1 | 5 – 1 | 1 – 2 | 1 – 1 | 2 – 1 | 1 – 0 | 5 – 1 | 4 – 0 | 1 – 1 | 3 – 0 | 5 – 1 | 1 – 0 |
| Fortuna Vlaardingen | 1 – 1 | 1 – 0 | 0 – 1 |       | 3 – 0 | 1 – 2 | 1 – 0 | 2 – 2 | 2 – 4 | 1 – 3 | 3 – 4 | 1 – 1 | 5 – 1 | 5 – 1 | 2 – 3 |
| 't Gooi             | 0 – 1 | 0 – 1 | 1 – 0 | 1 – 2 |       | 1 – 2 | 1 – 1 | 4 – 0 | 1 – 4 | 2 – 2 | 0 – 1 | 0 – 2 | 1 – 2 | 1 – 1 | 0 – 1 |
| Helmondia '55       | 3 – 3 | 2 – 0 | 1 – 2 | 1 – 5 | 3 – 0 |       | 3 – 2 | 2 – 2 | 3 – 2 | 4 – 0 | 3 – 1 | 4 – 1 | 2 – 1 | 2 – 1 | 2 – 1 |
| Hermes DVS          | 1 – 1 | 3 – 1 | 1 – 2 | 2 – 0 | 0 – 1 | 0 – 2 |       | 3 – 1 | 4 – 1 | 3 – 2 | 0 – 1 | 1 – 0 | 0 – 3 | 2 – 4 | 0 – 2 |
| HVC                 | 0 – 2 | 0 – 2 | 0 – 2 | 2 – 3 | 2 – 1 | 1 – 2 | 1 – 2 |       | 3 – 0 | 1 – 1 | 0 – 2 | 2 – 3 | 0 – 1 | 2 – 4 | 1 – 2 |
| Limburgia           | 2 – 0 | 1 – 0 | 0 – 0 | 2 – 0 | 3 – 2 | 3 – 3 | 2 – 1 | 4 – 1 |       | 2 – 1 | 2 – 1 | 1 – 1 | 0 – 2 | 0 – 1 | 1 – 2 |
| LONGA               | 3 – 3 | 0 – 0 | 1 – 3 | 2 – 3 | 0 – 2 | 2 – 4 | 2 – 2 | 1 – 3 | 2 – 2 |       | 1 – 1 | 0 – 6 | 1 – 2 | 4 – 2 | 1 – 3 |
| NOAD                | 1 – 1 | 1 – 2 | 3 – 5 | 5 – 2 | 0 – 0 | 1 – 2 | 1 – 0 | 1 – 3 | 0 – 1 | 4 – 0 |       | 0 – 2 | 2 – 2 | 2 – 1 | 1 – 7 |
| Roda JC             | 3 – 2 | 5 – 1 | 0 – 2 | 0 – 0 | 5 – 3 | 6 – 3 | 3 – 0 | 2 – 4 | 3 – 0 | 2 – 0 | 2 – 0 |       | 1 – 1 | 2 – 1 | 1 – 2 |
| SVV                 | 2 – 1 | 1 – 0 | 1 – 2 | 2 – 2 | 0 – 0 | 2 – 1 | 2 – 1 | 3 – 0 | 5 – 1 | 2 – 1 | 3 – 0 | 2 – 2 |       | 6 – 4 | 1 – 4 |
| Wilhelmina          | 3 – 1 | 2 – 2 | 1 – 4 | 0 – 1 | 4 – 2 | 1 – 2 | 1 – 3 | 2 – 3 | 0 – 1 | 7 – 2 | 3 – 2 | 2 – 5 | 1 – 2 |       | 2 – 3 |
| Xerxes              | 0 – 0 | 0 – 1 | 1 – 0 | 2 – 0 | 1 – 0 | 1 – 1 | 3 – 3 | 1 – 1 | 5 – 4 | 7 – 0 | 0 – 0 | 1 – 1 | 2 – 1 | 1 – 2 |       |

### Topscorers
| #  | Naam               | Club          | Goal |
| -- | ------------------ | ------------- | ---- |
| 1. | Leo van der Linden | Helmondia '55 | 27   |
| 2. | Theo Netten        | NOAD          | 21   |
| 3. | Pierre Custers     | Roda JC       | 19   |
| 4. | Nol Heijerman      | Xerxes        | 16   |
| 4. | Giel Stevelmans    | Limburgia     | 16   |
| 6. | Hans de Vos        | D.F.C.        | 15   |
| 7. | Jan Burg           | Wilhelmina    | 13   |
| 7. | Piet van der Burg  | Hermes DVS    | 13   |
| 7. | Dick van Dijk      | SVV           | 13   |
| 7. | Nico Gloudemans    | Wilhelmina    | 13   |
| 7. | Gerrie Kattestaart | D.F.C.        | 13   |
| 7. | Wim de Kreek       | D.F.C.        | 13   |
| 7. | Lambert Kreekels   | Helmondia '55 | 13   |
| 7. | Wout van Meeteren  | SVV           | 13   |

## Promotie
Twee ploegen uit de Tweede divisie konden dit seizoen promoveren. Ten eerste was er een wedstrijd tussen beide kampioenen uit de Tweede divisie:
| Datum                                                                             | Wedstrijd           | Uitslag       | Scoreverloop |
| --------------------------------------------------------------------------------- | ------------------- | ------------- | --- |
| 9 mei 1965, Apeldoorn, Berg & Bos 18.000 toeschouwers Scheidsrechter: Piet Roomer | SC Cambuur – D.F.C. | 6 – 2 (2 – 2) | 6' Hans de Vos 0–1, 8' Jaap Mulder 1–1, 20' Jan Klijnjan 1–2, 43' Dirk Roelfsema 2–2, 48' Johan Wieringa 3–2, 69' Dirk Roelfsema 4–2, 77' Arend van der Wel (pen.) 5–2, 86' Dirk Roelfsema 6–2 |

Voor 18.000 toeschouwers op Sportpark Berg & Bos weet SC Cambuur door een overtuigende overwinning promotie af te dwingen naar de Eerste divisie. D.F.C. krijgt een tweede kans in de promotiecompetitie met de overige promotiekandidaten. Die kandidaten zijn de nummers twee uit beide divisies en de beste nummer drie waarvoor een beslissingswedstrijd wordt gespeeld. De vier ploegen die dan overblijven spelen een halve competitie, waarvan de winnaar ook promoveert.
Wedstrijd beste derde plek in de Tweede divisie.
| Datum                                                                            | Wedstrijd           | Uitslag       | Scoreverloop                                                        |
| -------------------------------------------------------------------------------- | ------------------- | ------------- | ------------------------------------------------------------------- |
| 11 mei 1965, Utrecht, Galgenwaard 8.000 toeschouwers Scheidsrechter: Wim Schalks | Wageningen – Xerxes | 1 – 2 (1 – 1) | 8' Martin Snoeck 0–1, 44' Frans van Ernst 1–1, 69' Piet Kriesch 1–2 |

### Eindstand
| pos | club          | gs | w | g | v | pnt | dv | dt | ds |
| --- | ------------- | -- | - | - | - | --- | -- | -- | -- |
| 1.  | Xerxes        | 3  | 2 | 1 | 0 | 5   | 6  | 2  | 4  |
| 2.  | D.F.C.        | 3  | 2 | 0 | 1 | 4   | 6  | 3  | 3  |
| 3.  | Helmondia '55 | 3  | 1 | 1 | 1 | 3   | 7  | 5  | 2  |
| 4.  | AGOVV         | 3  | 0 | 0 | 3 | 0   | 2  | 11 | -9 |

### Legenda
| Kleur | Kwalificatie voor               |
| ----- | ------------------------------- |
|       | Promotie naar de Eerste divisie |

### Uitslagen
|               | XER   | DFC   | H55   | AGO   |
| ------------- | ----- | ----- | ----- | ----- |
| Xerxes        |       | 2 – 1 |       |       |
| D.F.C.        |       |       |       | 2 – 1 |
| Helmondia '55 | 1 – 1 | 0 – 3 |       |       |
| AGOVV         | 0 – 3 |       | 1 – 6 |       |

Xerxes na SC Cambuur ook gepromoveerd naar Eerste divisie 1965/66.

## Degradatie
Wedstrijd laatste plaats in Tweede divisie B, verliezer speelt beslissingswedstrijd tegen de laatste plaats van Tweede divisie A, Zwolse Boys.
| Datum                                                                                  | Wedstrijd       | Uitslag                    | Scoreverloop                                                     |
| -------------------------------------------------------------------------------------- | --------------- | -------------------------- | ---------------------------------------------------------------- |
| 23 mei 1965, Amersfoort, Birkhoven 1.000 toeschouwers Scheidsrechter: Cor van den Berg | 't Gooi – LONGA | 1 – 1 n.v. (1 – 1) (1 – 0) | 3' Bertus van der Straten (pen.) 1–0, 62' Theo van Doremalen 1–1 |

Op 27 mei 1965 opnieuw in Amersfoort geplande replay en de beslissingswedstrijd tegen Zwolse Boys werden niet meer gespeeld : LONGA besloot zich uit het betaald voetbal terug te trekken, waardoor de nacompetitie overbodig werd.

## Voetnoten
1956/57 · 
1957/58 · 
1958/59 · 
1959/60 · 
1960/61 · 
1961/62 · 
1962/63 · 
1963/64 · 
1964/65 · 
1965/66 · 
1966/67 · 
1967/68 · 
1968/69 · 
1969/70 · 
1970/71 · 
2016/17 · 
2017/18 · 
2018/19 ·
2019/20 ·
2020/21 ·
2021/22 ·
2022/23 ·
2023/24 ·
2024/25